# Gliese 163
Gliese 163 ist ein Roter Zwerg der Spektralklasse M3.5, welcher sich rund 49 Lichtjahre (15 pc) von der Sonne entfernt im Sternbild Schwertfisch befindet und wohl von 5 planetaren Begleitern umrundet wird. Das Objekt hat eine scheinbare Helligkeit von 11,8 mag und eine absolute Helligkeit von +11 mag.

## Planetare Begleiter
Im September 2012 wurde die Entdeckung von mindestens zwei Exoplaneten um Gliese 163 mit Hilfe des HARPS-Instruments bekanntgegeben.
Der innerste Planet, Gliese 163 b, hat eine Umlaufperiode von knapp 9 Tagen und etwa die 10-fache Erdmasse. Der nächste Gliese 163 c weist eine Umlaufzeit von knapp 26 Tagen auf und befindet sich am inneren Rand der habitablen Zone. Seine Mindestmasse beträgt etwa 8 Erdmassen. Im Jahre 2013 wurde die Entdeckung von Gliese 163 d bekanntgegeben, welcher sich deutlich weiter außen befindet mit einer Umlaufzeit von etwa 600 Tagen. Im Jahre 2019 wurde die Entdeckung der Planeten Gliese 163 e und f bekanntgegeben.
| Planet (nach Entfernung vom Stern) | Entdeckung (Jahr) | Mindestmasse (in M♁) | Umlaufzeit (in Tagen) | Große Halbachse (in AE) | Exzentrizität |
| ---------------------------------- | ----------------- | -------------------- | --------------------- | ----------------------- | ------------- |
| b                                  | 2012              | 10                   | 8.63                  | 0.06                    | 0.02          |
| c                                  | 2012              | 8                    | 25.64                 | 0.12                    | 0.03          |
| f                                  | 2019              | 7                    | 109.5                 | 0.33                    | 0.04          |
| e                                  | 2019              | 14                   | 349                   | 0.7                     | 0.03          |
| d                                  | 2013              | 20                   | 604                   | 1.02                    | 0.02          |